# Leandro Sanca
Leandro Mário Baldé Sanca (Lisbona, 4 gennaio 2000) è un calciatore portoghese, attaccante del Piast Gliwice.

## Caratteristiche tecniche
Attaccante rapido e veloce, dotato tecnicamente e bravo nei calci piazzati, viene solitamente schierato come ala.

## Carriera
Cresciuto nei settori giovanili di Belenenses e Braga, il 9 giugno 2020 firma il primo contratto professionistico con il club biancorosso, valido fino al 2024; il 4 luglio esordisce in prima squadra, in occasione della partita di Primeira Liga vinta per 4-0 contro il Desportivo Aves. Il 28 settembre seguente viene ceduto a titolo temporaneo all'Académica; il 30 agosto 2021 viene acquistato dallo Spezia, con cui firma un triennale, passando subito in prestito al Casa Pia, controllato dalla stessa proprietà della società ligure.
Il 13 gennaio 2023 si trasferisce fino al termine della stagione al Famalicão.
Il 14 agosto 2023 viene ceduto a titolo definitivo al Chaves.

## Statistiche

### Presenze e reti nei club
Statistiche aggiornate al 25 maggio 2024.
| Stagione        | Squadra         | Campionato      | Campionato | Campionato | Coppe nazionali | Coppe nazionali | Coppe nazionali | Coppe continentali | Coppe continentali | Coppe continentali | Altre coppe | Altre coppe | Altre coppe | Totale | Totale |
| Stagione        | Squadra         | Comp            | Pres       | Reti       | Comp            | Pres            | Reti            | Comp               | Pres               | Reti               | Comp        | Pres        | Reti        | Pres   | Reti   |
| --------------- | --------------- | --------------- | ---------- | ---------- | --------------- | --------------- | --------------- | ------------------ | ------------------ | ------------------ | ----------- | ----------- | ----------- | ------ | ------ |
| 2019-2020       | Braga           | PL              | 2          | 0          | CP+CdL          | 0               | 0               |                    | -                  | -                  |             | -           | -           | 2      | 0      |
| 2020-2021       | Académica       | LdH             | 29         | 2          | CP              | 3               | 1               |                    | -                  | -                  |             | -           | -           | 32     | 3      |
| 2021-2022       | Casa Pia        | LdH             | 27         | 3          | CP              | 4               | 2               |                    | -                  | -                  |             | -           | -           | 31     | 5      |
| 2022-gen. 2023  | Spezia          | A               | 4          | 0          | CI              | 1               | 0               |                    | -                  | -                  |             | -           | -           | 5      | 0      |
| gen.-giu. 2023  | Famalicão       | PL              | 14         | 2          | CP+CdL          | 1               | 0               |                    | -                  | -                  |             | -           | -           | 15     | 2      |
| 2023-2024       | Chaves          | PL              | 31         | 0          | CP              | 1               | 0               |                    | -                  | -                  |             | -           | -           | 32     | 0      |
| Totale carriera | Totale carriera | Totale carriera | 107        | 7          |                 | 10              | 3               |                    | -                  | -                  |             | -           | -           | 117    | 10     |